# Nathalie Levy-Lang
Pour les articles homonymes, voir Levy et Lang.
Ne doit pas être confondue avec Nathalie Levy.
Nathalie Levy-Lang est une actrice et scénariste française.

## Biographie
Formée au Conservatoire national d'art dramatique, Nathalie Levy-Lang joue au théâtre notamment dans Autour de Mortin de R. Pinget et Le Decameron de Boccace, mise en scène de J. Boillot, La vie est un songe de Calderon, mise en scène de L. Guttman, et La fuite en Egypte de B. Bayen. Au cinéma elle joue notamment dans Didier d'Alain Chabat, La confiance règne d'Étienne Chatiliez et Je préfère qu'on reste amis d'Éric Toledano et Olivier Nakache. Elle a fait partie du jury du concours de courts métrages Certains L’Aiment Court (C.L.A.C), organisé chaque année à Lyon. Elle est mariée avec l'acteur Lionel Abelanski.

## Théâtre
- Autour de Mortin de Robert Pinget
- Le Decameron d'après Boccace, mise en scène de Jean Boillot
- La vie est un songe de Calderon, mise en scène de L. Guttman
- La fuite en Egypte de Bruno Bayen
- Inséparables, mise en scène Thierry Lavat au Ciné XIII

## Filmographie

### Télévision
- 1997 : Les films qui sortent le lendemain dans les salles de cinéma (émission humoristique sur l'actualité du cinéma, sur France 2)
- Saison 11 de PJ
- 2005 : L'Homme qui voulait passer à la télé
- 2016 : Fais pas ci, fais pas ça, saison 8, épisode 4
- 2018 : Blockbuster (film Netflix)
- 2021 : Belle, belle, belle (scénariste)[4]

### Cinéma
- 1993 : À la poursuite du Bargougnan (court métrage)
- 1997 : Didier d'Alain Chabat
- 1999 : Mes amis de Michel Hazanavicius
- 2001 : Dieu est grand, je suis toute petite
- 2003 : Bienvenue au gîte de Claude Duty
- 2004 : La confiance règne d'Étienne Chatiliez
- 2005 : Je préfère qu'on reste amis... d'Éric Toledano et d'Olivier Nakache
- 2005 : Emmenez-moi d'Edmond Bensimon
- 2007 : Deux Vies plus une d'Idit Cebula
- 2009 : Le Séminaire  de Charles Némès
- 2009 : RTT de Frédéric Berthe
- 2010 : L'Italien d'Olivier Baroux
- 2018 : Les Municipaux, ces héros de Les Chevaliers du Fiel